# کنارانجام
کنارانجام، روستایی از توابع بخش لاریجان شهرستان آمل در استان مازندران ایران است.کنارنگ به معنی مرزبان در زبان پهلوی در دوره ساسانی میباشد. همچنین به محل حکمرانی و فرماندهی ،کنارنگ بام گفته می‌شد که با ورود اعراب به ایران و رواج الفبای عربی وعدم وجود حرف گاف در این الفبا در تلفظ حرف جیم بجای گاف استفاده شد، به این ترتیب کنارانگ بام به کنارنگبوم و سپس به  کنارنگوم و به مرور به کنارانجام تبدیل گردید.

## جمعیت
این روستا در دهستان بالا لاریجان قرار داشته و براساس آخرین سرشماری مرکز آمار ایران که در سال ۱۳۸۵ صورت گرفته، جمعیت آن ۵۹ نفر (۲۵خانوار) بوده‌است.